# ウィリアム・ゴス

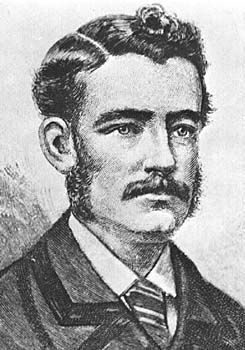
ウィリアム・ゴス

ウィリアム・クリスティ・ゴス（William Christie Gosse、1842年12月11日 - 1881年8月12日）は、オーストラリアの探検家である。

## 生涯
ゴスは1842年12月11日にイングランド・ハートフォードシャーのホッズダンで生まれた。父のウィリアム・ゴスは外科医である。ゴス家は1850年にオーストラリアのアデレードに渡った。
アデレードの学校で教育を受けた。1859年に南オーストラリア植民地の測量官になり、副測量局長など様々な役職を歴任した。
1881年8月12日、心臓発作により38歳で死去した。

## 業績
ゴスはオーストラリアの探検を行い、オーストラリア中央部の地図の不明箇所を埋めた。マスグレーヴ山脈を命名し、アーネスト・ジャイルズが発見を報告したもののいくつかについて正確な位置を突き止めた。1873年7月19日、オーストラリア中央部の巨大な岩に到達し、当時の南オーストラリア植民地首相ヘンリー・エアーズにちなんで「エアーズ・ロック」と命名した。ゴスは、この岩に登った最初のヨーロッパ人となった。

## 家族
ゴスは1860年にガートルード・リッチー(Gertrude Ritchie)と結婚したが、ガートルードはその5か月後に腸チフスで死亡した。
その後、1874年12月22日にアグネス・"アギー"・ヘイ（Agnes "Aggie" Hay、1853-1933）と結婚した。アギーは南オーストラリアの政治家アレクサンダー・ヘイと最初の妻との間の娘である。ヘイの2番目の妻はゴスの姉だった。アギーとの間には以下の3人の子供が生まれた。
- ウィリアム・ヘイ・ゴス(William Hay Gosse, 1875-1918) - フランスで戦死。その息子のジョージ・ゴス（英語版）(1912-1964)は1946年にジョージ・クロスを授与された[8]。
- ジェームズ・ヘイ・ゴス（英語版）(James Hay Gosse, 1876-1952) - 牧畜家・慈善事業家のトム・エルダー・バー・スミス（英語版）の娘ジョアンナと結婚し、娘1人と息子4人をもうけた[9]。
- イーディス・アグネス・ゴス(Edith Agnes Gosse, 1878-)[10]

義理の弟で甥でもあるウィリアム・ゴス・ヘイ(1875–1945)は作家である。
ゴスの姉でアレクサンダー・ヘイの妻であるアグネス・グラント・ヘイ(1838-1909)とその娘のヘレン(1877-1909)は、1909年の貨客船「ワラタ」の海難事故に遭い死亡した。
元オーストラリア外相のアレクサンダー・ダウナーは、ゴスの子孫（ジェームズ・ヘイ・ゴスの孫）に当たる。

## ゴスの名を冠したもの
1931年、南オーストラリア州カンガルー島のカーナーボン郡にゴス村が設立された。
ノーザンテリトリーにあるクレーター・ゴッシズ・ブラフは、ゴスの弟で、その近くのアリススプリングスの電話局のオペレーターだったハリー・ゴスに因んで命名されたものである。